# Quenamari
El Quenamari es un campo de hielo en la Cordillera de Carabaya en Puno la región oriental de la Cordillera de los Andes en Perú. La zona está cubierta por una extensa masa de nieve permanente, que mide unos 20 km de longitud por unos 3 a 5 km de ancho, la misma ocupa una depresión en la cordillera Oriental de Perú. 
El campo, que posee un espesor de 50 a 70 m, está situado a una altitud de unos 5.400 m.s.n.m.
Los bordes del bloque de hielo caen abruptamente al nivel de la tierra desierta que lo rodea.